# ناوشکن کلاس اورفی
دیسترویر کلاس اورفی (به انگلیسی: Orfey-class destroyer) یک کلاس از کشتی است که طول آن 98 m می‌باشد.